# Calamina (minerale)
La calamina è un miscuglio di vari minerali (emimorfite e smithsonite).

## Storia
Nel 1803 varie analisi confermarono la vera composizione dei due minerali suddetti, tuttavia, nel frattempo si dovette attendere almeno cinquant'anni prima di avere la denominazione di ciascuno dei due minerali, in questo frangente di tempo con calamina si soleva chiamare la smithsonite. Attualmente questo termine viene utilizzato per chiamare vari miscugli di minerali di zinco, che oltre ai suddetti due minerali contengono anche l'idrozincite.

## Abito cristallino
I cristalli non sono distinti e molto rari.

## Origine e giacitura
Questo miscuglio di minerali si trova nelle miniere di ossidazione di zinco e piombo, come prodotto di alterazione della sfalerite associata a minerali vari tra cui la sfalerite stessa, la galena e a minerali secondari tra cui si ricordano oltre la suddetta idrozincite, la cerussite e l'anglesite.

## Forma in cui si presenta in natura
In croste, in ammassi mammellonari, reniformi, stalattiti, in granuli, compatte o terrose.

## Località di ritrovamento
- In Europa:[1][3]
  - Cumberland, Derbyshire (Gran Bretagna)
  - Moresnet, Vieille Montagne (Belgio)
  - Carinzia (Austria)
  - Olkusz (Polonia)
  - Vestfalia, Renania (Germania).
  - Italia: Auronzo di Cadore (BL), Raibl (provincia di Udine) e in varie valli bergamasche, come Gorno e Dossena, e sarde della provincia di Carbonia-Iglesias, tra cui Val del Riso ed a Sa Duchessa.
- In America:[1][3]
  - Chihuahua (Messico)
  - Stati Uniti: Granby (Missouri); Sterling Hill (New Jersey); Friedensviille (Pennsylvania); Leadville (Colorado); Virginia; Montana.

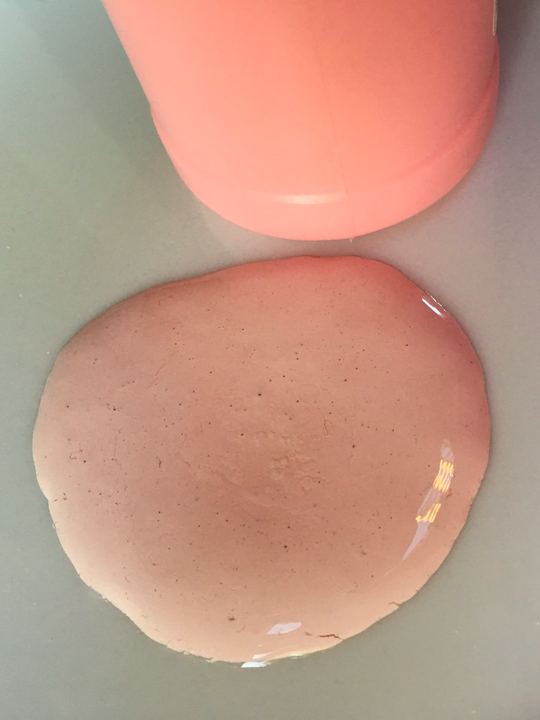
Lozione alla calamina

- In Asia: Kazakistan.[1]

## Utilizzi
Viene utilizzato per l'estrazione dello zinco.
In medicina, viene utilizzata - in associazione a ossido di zinco, bentonite, glicerina, citrato di sodio e fenolo - in creme e lozioni lenitive in caso di morsi d'insetto, eritema solare, irritazioni da edera e quercia velenosa.
Il suo uso risale al 1500 a.C. ed è attualmente inclusa nell'elenco dei medicinali essenziali dell'Organizzazione Mondiale della Sanità.